# 真愛每一天
《真愛每一天》（英語：About Time）是一部2013年英国浪漫喜劇電影，講述一名男子為了擁有更美好的未來，試著想要改變自己的過去。由李察·寇蒂斯編、導，由多姆納爾·格里森、瑞秋·麥亞當斯與比·乃爾主演。2013年9月4日在英國上映，美國於2013年11月1日上映，台灣於2013年9月18日上映。

## 劇情大綱
提姆·雷克在英國康瓦爾郡長大，和父親詹姆士、母親瑪麗、總是心不在焉的舅舅戴斯蒙、自由奔放的妹妹凱瑟琳（小凱）住在靠海的房子。在提姆21歲生日那天，他從父親那裏得知他家族的男人都有不為人知的特殊能力，此能力可以讓使用者回到曾生活過的某個時刻。提姆驗證了這項能力，詹姆士不建議他用這項能力獲得金錢或名聲，所以提姆決定用這項能力來找女友。
次年夏天，小凱的朋友夏綠蒂來訪，待了兩個月。提姆被迷得神魂顛倒，但一直等到她要離開了才向她表示心意，夏綠蒂告訴提姆說他該早點告訴她。提姆回到一個月前並向夏綠蒂告白，但夏綠蒂建議他該等到最後一天。提姆意識到夏綠蒂其實對自己沒有意思，而時間旅行的能力也不能改變他人的自由意志。
提姆試圖成為律師，並搬去倫敦和父親的朋友哈利同住，哈利是厭世的劇作家。六個月過去了，提姆在「Dans le Noir」餐廳和瑪麗邂逅，兩人在黑暗中調情，之後瑪麗給了提姆她的電話號碼，提姆回到家後發現哈利的心情很糟，原來哈利推出的新劇在首演時被忘詞的主演給毀了。
提姆回到過去，讓戲劇順利演出。但當提姆打電話給瑪麗時，他發現先前兩人的約會並未發生，在一星期後，提姆找到瑪麗，他發現瑪麗有男友了，而她和她男友便是在一星期前認識的。提姆再次回到過去，並在瑪麗即將遇到未來男友前先把她約走。兩人的關係發展的很順利，之後也同居了。某晚提姆遇見夏綠蒂，她對提姆似乎很感興趣，但提姆已經對瑪麗傾心，因此回絕了夏綠蒂的邀約。提姆向瑪麗求婚，婚後兩人生了女兒，名為波西
在波西一歲生日那天，小凱因酒駕車禍而重傷，起因是她和她男友吉米之間並不愉快，為了杜絕此事發生，提姆決定帶著她回到她和吉米相識之前。小凱揍了吉米一拳，讓兩人交往一事不會發生。但在回到現在後，提姆發現波西沒有出生，他和瑪麗的孩子也變成兒子。在向父親確認能力後，提姆回到過去，讓小凱遭遇車禍一事發生，並確保波西出生，接著和瑪麗一起試圖改善小凱的生活。小凱和吉米分手，並和提姆的朋友傑伊安定下來，兩人也生了孩子。而提姆和瑪麗又生了個兒子。
提姆得知他父親罹患癌症，即使回到過去也改變不了此事，若回到更久之前，則會破壞他和瑪麗的關係，而這是提姆不願意的。詹姆士表示自己早已知道罹癌，並多次回到過去試圖延長壽命，他建議提姆把生命中的每一天活兩次，第一次面對生命中的所有未知，第二次則多加注意世界的美麗之處，提姆聽從了這個建議。在提姆的父親過世後，提姆仍不時利用時間旅行去探望他。
瑪麗想生第三個孩子，但這會導致提姆無法再去探望父親，所以他很不願意。提姆將此事告訴父親，他們一同回到過去，重溫提姆童年時的美好回憶，並小心地不改變過去。之後瑪麗生了個女嬰。提姆知道他再也見不到父親了，他從那一刻起決定不再穿越時空，並有意識地讓每天都過得更充實，就好像是過第二次一樣。

## 演員陣容
- 多姆納爾·格里森 飾演 提姆·雷克[5]
- 瑞秋·麥亞當斯 飾演 瑪麗[6]
- 比·乃爾 飾演 詹姆斯·雷克，提姆的父親
- 琳賽·鄧肯 飾演 瑪麗·雷克，提姆的母親
- 莉迪亞·威爾遜 飾演 凱瑟琳·「小凱」（Kit Kat）·雷克，提姆的妹妹
- 湯姆·荷蘭德 飾演 哈利
- 瑪格·羅比 飾演 夏綠蒂
- 凡妮莎·寇比 飾演 喬安娜
- 汤姆·休斯 飾演 吉米
- 凯瑟琳·斯戴曼（英语：Catherine Steadman） 飾演 蒂娜
- 麥特‧布徹（英语：Matt Butcher） 飾演 法庭觀察者
- 丽莎·艾科恩（英语：Lisa Eichhorn） 飾演 瑪麗的母親
- 理查·柯德瑞（英语：Richard Cordery） 飾演 戴斯蒙舅舅
- 威尔·梅瑞克 飾演 傑伊
- 约书亚-麦古尼（英语：Joshua McGuire） 飾演 羅瑞
- Jon Boden and Sam Sweeney 飾演 街頭藝人
- 李查·葛瑞夫斯 飾演 湯姆爵士（遺作）
- 李察·葛蘭 飾演 演員
- 马修·马蒂诺（英语：Matthew C Martino） 飾演 通勤者

## 製作
李察·寇蒂斯表示這可能是他最後一部執導的電影，但他並不會退出電影業。
本片女主角瑪麗原本將考慮由柔伊·黛絲香奈出演，但最終由瑞秋·麥亞當斯演出。
本片最剛開始預訂在2013年5月10日上映，最後推遲到2013年11月1日。
本片於2013年8月8日在倫敦著名的萨默塞特府首映，作為「Film4 Summer Screen」戶外電影系列之一。英國於2013年9月4日、美國於2013年11月1日發行。

## 評價
影評網站爛番茄給予本片69%的分數，根據137位評論者的影評。
《衛報》將之與電影《今天暫時停止》相比，提及「本片對該製作團隊最高的敬意」，並將多姆納爾·格里森比喻為「金髮的休·格兰特」，提到「一開始讓人很不安，但隨著《真愛每一天》劇情的推移，他開始發揮天生的魅力，而這樣奇怪的連結變得相當引人注目」。但害了本片的不是它的老套情節，而是它「空洞的劇本」。衛報因此給本片2顆星（最高5顆星）的評價。《每日电讯报》盛讚了多姆納爾·格里森與瑞秋·麥亞當斯漫畫般的相遇，但用一床被子的比喻評論本片，「柔軟、磨損的被套邊緣，讓人相當舒服」，並且給了3顆星（最高5顆星）的評價。
《明報》的石琪給予一星半（最高五星），他說：「故事平庸尷尬，情味和喜劇感都不足。李察·寇蒂斯是英國影視資深吃香編劇，卻不是好導演。」
在臺灣則獲得普遍性的好評，於戲院上映長達兩個月，票房高達2千2百萬美元，位居本片票房第二高的國家，在PTT電影版亦為許多網友認為是當年度最好看的電影。
在韓國，本片同樣上映長達兩個月，於上映首周便勇奪韓國2013年第49周周末票房冠軍，創下超過300萬的觀看人次，總票房高達2千3百萬（$23,434,443）美元，成為本片票房第一高的國家，同時創下韓國外國電影浪漫喜劇票房第一名。

## 外部連結
- 官方网站
- 互联网电影数据库（IMDb）上《真愛每一天》的资料（英文）
- 爛番茄上《真愛每一天》的資料（英文）
- Box Office Mojo上《真愛每一天》的資料（英文）
- AllMovie上《真愛每一天》的资料（英文）
- Metacritic上《真愛每一天》的資料（英文）